# Peter im Baumgarten

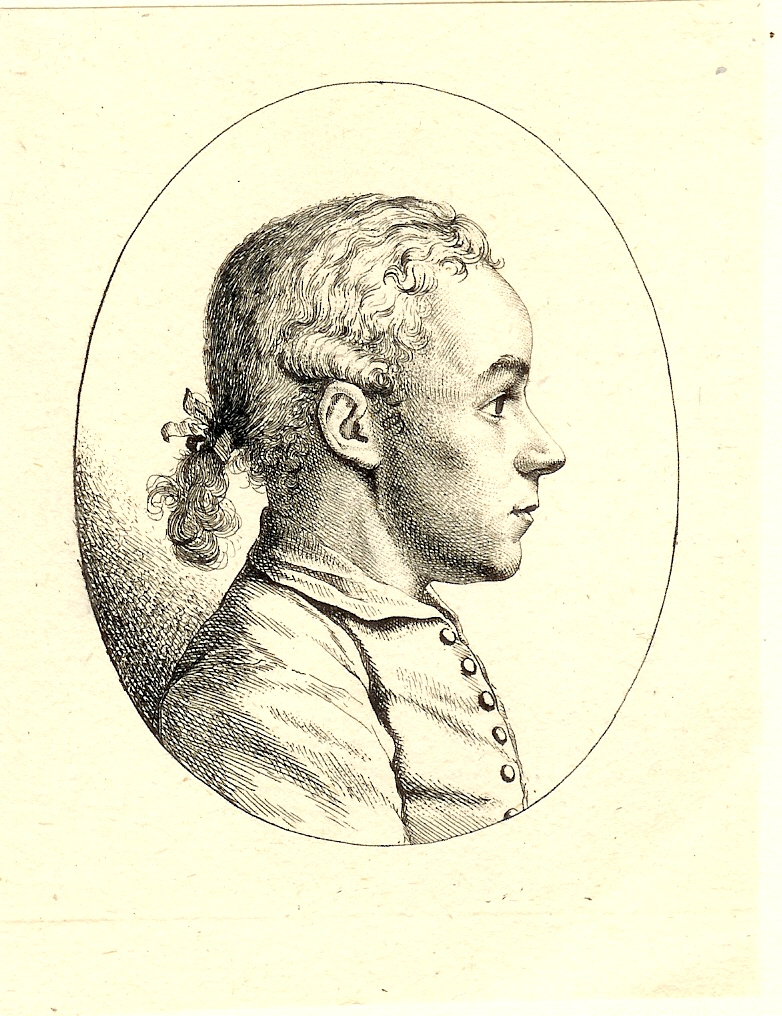
Peter im Baumgarten 1775. Kupferstich von Georg Friedrich Schmoll

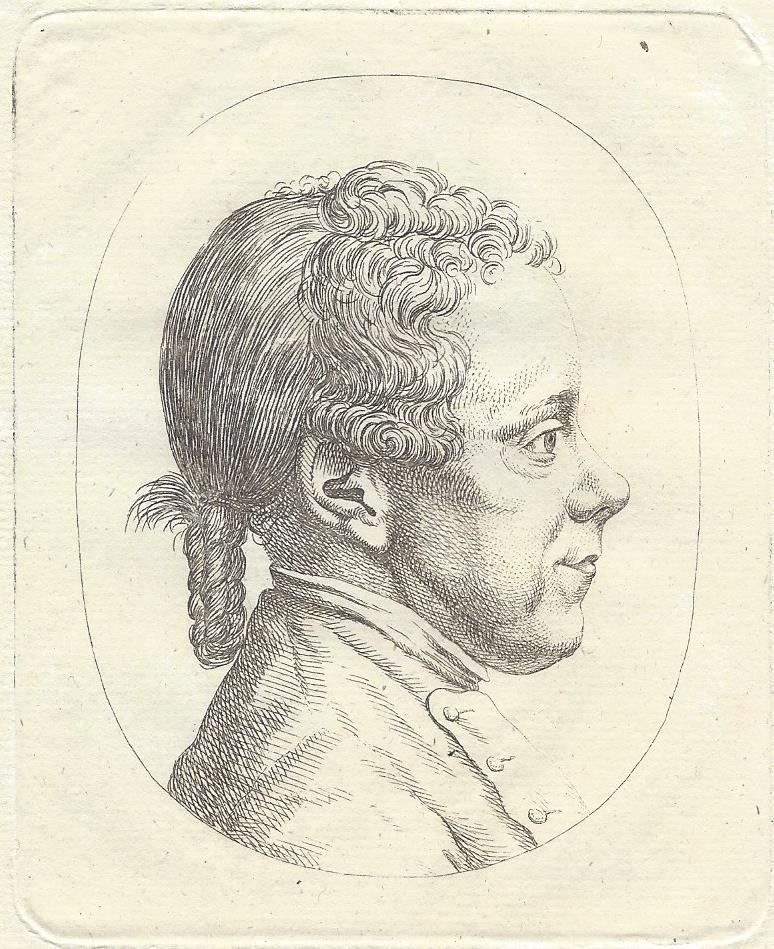
Peter im Baumgarten im hessen-kasselschen Rock 1776. Kupferstich von Georg Friedrich Schmoll

Peter im Baumgarten (getauft 30. August 1761 in Meiringen, Kanton Bern, im Oberen Haslital; † vermutlich 1799 in Hamburg) war ein Schweizer Hirtenjunge, der 1775 zunächst von Heinrich Julius von Lindau als Pflegesohn („Peter Lindau genannt im Baumgarten“) und dann 1776 von dessen Freund Johann Wolfgang Goethe als Mündel und Ziehsohn aufgenommen wurde.

## Leben

### Herkunft
Bereits nach der Ankunft von Peter im Baumgarten bei Goethe in Weimar entstanden mehrere Versionen über Peters Herkunft. Der geläufigen aber irrigen Legende nach wurde Peter 1766 als ausgesetztes, von einer Ziege gesäugtes Findelkind in einem Baumgarten bei Meiringen im Haslital aufgefunden und erhielt nach seinem Fundort den Namen Peter im Baumgarten. Dessen kleinbürgerliche Meiringer Familie „im Baumgarten“ lässt sich jedoch durchaus nachweisen. Peters Vater war Hans im Baumgarten (geb. vor 1740, gest. nach 1780); Peters Mutter war Katharina im Baumgarten, geb. Linder (gest. vor 1780). Gesichert ist, dass der aufgeweckte Hirtenjunge dem unstet durch die Schweiz reisenden Heinrich Julius von Lindau (1754–1776) erst während dessen Schweizer Reise Mitte 1775 aufgefallen war. Auch die immer wieder auftauchende Vermutung, Peter sei höherer Abkunft, kann abgetan werden, da sowohl ein Taufschein als auch ein von Goethe in Auftrag gegebenes Promemoria des Weimarer Juristen Johann Christian Ludwig Eckardt (1732–1800; seit 1792 „von“) vom April 1779 Peters ländliche Abstammung dokumentieren. Peters Versicherungspolice vom 1. Juni 1784 bei der Nürnberger Leibrenten-Gesellschaft macht die Angaben, dass Peter 18 Jahre alt sei, von ehelicher Geburt sei und aus Oberhasli im Kanton Bern stamme. Dem steht wiederum der von Fritz Ernst publizierte Taufeintrag Peters im Kirchenbuch von Meiringen gegenüber, nach dem die Taufe bereits am 30. August 1761 erfolgt war. Peters Sohn Carl Heinrich Wilhelm im Baumgarten (1790–1864), Seifensiedermeister und Sporteleinnehmer in Berka an der Ilm, zweifelte in einem Schreiben an den Fürstlich Solmsischen Rentenkammer-Registrator Drechsler im Februar 1835 die Echtheit des ihm vorliegenden Taufscheines an und behauptete zu wissen, sein Vater sei ein außerehelicher Sohn der Herzogin Anna Amalia gewesen, den diese auf einer Reise in der Schweiz zurückgelassen habe.

### Im Internat von Marschlins
Von Lindau brachte Peter im Einverständnis mit der Mutter zunächst nach Zürich zu Johann Kaspar Lavater. Von dort aus kam Peter wie zuvor schon von Lindaus erster Schützling Andreas Feurer im Herbst 1775 als Famulant im Philanthropinum Schloss Marschlins (Kanton Graubünden) unter. Für das Kostgeld von jährlich zwanzig Louisdor erstellte von Lindau einen Subskriptionsplan, nach dem er sich die Kosten mit einer seiner Schwestern und seinen Freunden Peter Ochs, Goethe und den Grafen von Stolberg teilen wollte. Der Begründer des Philanthropinums in Marschlins, Carl Ulysses von Salis-Marschlins, kümmerte sich persönlich um Peter. Das wirtschaftlich unterfinanzierte Internat in Marschlins wurde bereits Ende Februar 1776 geschlossen. Von Lindau hatte zu diesem Zeitpunkt beschlossen, den Tod im Amerikanischen Unabhängigkeitskrieg zu suchen. Peter sollte ihn als Bursche begleiten, wurde jedoch von seinen Gönnern in der Schweiz zurückgehalten. Testamentarisch bedachte von Lindau kurz vor seiner Ende Mai 1776 erfolgenden Abfahrt Peter mit einem Legat von 2000 Reichstalern in Louisdor, das entsprach etwa 400 Louisdor. Johann Kaspar Lavater und Ulysses von Salis-Marschlins wurden zu Testamentsvollstreckern benannt.

### Peters Reise durch die Schweizer Zentralalpen
Nach dem wegen der Entfernung erst 1777 ermöglichten Eintreffen der Nachricht in Deutschland, dass von Lindau seiner Verletzung erlegen sei, war durch das Legat des Verstorbenen für Peter gesorgt. Der Vermächtnisgeber, von Lindau, stand wegen seiner Jugend selbst noch unter der Vormundschaft des Obervorstehers der Althessischen Ritterschaft, Carl Ludwig August von Scholley (1730–1813), was die Auszahlung verzögerte. Da das unterfinanzierte Philanthropinum im Februar 1777 geschlossen wurde, kam Peter im April bei Lavater in Zürich unter. Unter den zahlreichen Besuchern Lavaters traf im Mai der französische Geologe, Botaniker und Politiker Louis Ramond de Carbonnières ein. Er war ein Studienfreund von Jakob Michael Reinhold Lenz aus Straßburg. Ramond, begeistert durch die alpine Lyrik Albrecht von Hallers, plante eine Reise durch das Rheintal und die Schweizer Zentralalpen. Lavater empfahl dem alleine reisenden Ramond Peter als Begleiter für die achtwöchige Wanderung vom 31. Mai bis zum 22. Juli 1777. Ramond schilderte seine Wanderung mit Peter in seinem 1781 erschienenen Reisebuch, den Lettres de M. William Coxe à M. W. Melmoth sur l’état politique, civil et naturel de la Suisse.

### Peter in Weimar

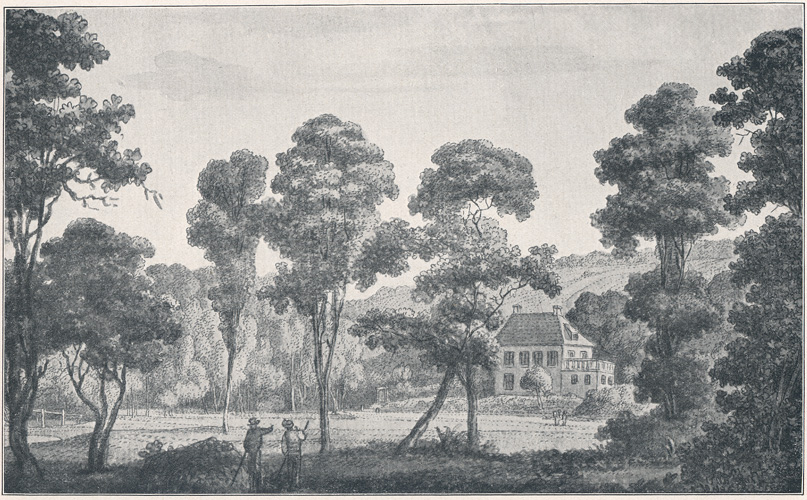
Goethes Gartenhaus. Zeichnung von Georg Melchior Kraus 1777

Von Lindau hatte 1775 mit Goethe auf dessen erster Schweizer Reise in Zürich Freundschaft geschlossen. Von Lindau hatte von Goethe in Zürich die Zusicherung erhalten, sich nach seinem Tod um Peter zu kümmern. Dieses Versprechen war vermutlich bei den beiden Besuchen von Lindaus in Weimar im Januar und Februar 1776 erneuert worden. Nach dem Tod von Lindaus auf Manhattan und der Auflösung des Philanthropinums in Marschlins war Goethe daher bereit, Peter bei sich aufzunehmen.
Goethe wohnte zu dieser Zeit im Gartenhaus zum Stern. Am 12. August 1777 traf Peter pfeiferauchend mit seinem schwarzen Spitz „Hansi“ in Weimar ein. Sein erstes Erlebnis in Weimar, das ihm missfiel, war ein öffentliches Spießrutenlaufen auf dem Marktplatz. Goethe nahm Peter in seinen Haushalt als Mündel und Ziehsohn auf. Zunächst versuchte Goethe, mit Hilfe Johann Gottfried Herders und der Charlotte von Stein einen Erziehungsplan für Peter aufzustellen. Peter zeigte sich jedoch als schwieriger und unruhiger Charakter. Pfeiferauchen, nächtliches Weglaufen und Späße, zuletzt die Einfärbung einer Büste Lavaters aus Marmor oder Gips mit schwarzer Tinte unter Auslassung von „Augen und Schnauz“, missfielen. Goethe entschloss sich daher, sein Problem etwas auf Abstand zu halten.

### Peter in Ilmenau
Goethe brachte Peter, beaufsichtigt durch sein Faktotum und Berichterstatter Johann Friedrich Krafft (Pseudonym; eigentlich Feist oder Weiße?; unbekannt – 1785), in Ilmenau beim sachsen-weimarischen Oberförster und Wildmeister Carl Christoph Oettelt (1727–1802, seit 1797 Forstmeister) unter. Peter hatte dort von 17. April 1778 bis 1781 in dessen Haus Kost und Logis. Oettelt war ein harter Lehrmeister und behandelte den Jägerburschen Peter als Emporkömmling. Dessen Ausbildung zum Jäger und Forstmann blieb letztlich ohne Erfolg, auch nachdem ihn Goethe unter die Aufsicht Kraffts gestellt hatte. Oettelt sprach dem Lehrling Peter mit harten Worten jegliche Eignung und Motivation ab. Peter kam nun 1781 nach Troistedt (zwischen Weimar und Berka) zum sachsen-weimarischen Oberförster und Wildmeister Johann Ludwig Gottlieb Sckell (1740–1808), 1782/1783 zum sachsen-altenburgischen Oberförster Johann Ernst Clauder auf das Jagdschloss Fröhliche Wiederkunft in Wolfersdorf, dem heutigen Ortsteil von Trockenborn-Wolfersdorf bei Stadtroda (südöstlich von Jena). Wie aus einem Schreiben Clauders an Goethes Sekretär Johann Philipp Seidel vom 26. Dezember 1782 hervorgeht, wurde Peter dort zum ersten Mal Vater. Nach dem Aufenthalt bei Clauder lebte Peter bis Ende 1785 in Berka an der Ilm als Volontär beim sachsen-weimarischen Oberförster Johann Heinrich Gerlach.

### Peters Umschulung und Familiengründung
Unterstützt von Goethe, folgte eine Ausbildung zum Kupferstecher. Eine unpassende Liebschaft zu Johanna Friederike Louise Hoffmann, geb. Berka an der Ilm 28. Mai 1768, dort gest. 17. März 1814 (nachmals, seit der Hochzeit in Berka am 8. Mai 1800 als vormalige Witwe Ehefrau des Weimarer Amtsaktuars Johann Justin Ludwig Wächter, geb. Weimar 18. Februar 1772, gest. Berka 11. August 1827), der einzigen Tochter des Berkaer Pastors Wilhelm Conrad Hoffmann (1737–1801), und die wegen der vorehelichen Schwangerschaft der Braut erzwungene Heirat mit dieser am 20. Februar 1786 in Berka an der Ilm, der sich die Geburten von zwei Söhnen und vier Töchtern anschlossen, trübten zuletzt das Verhältnis Goethes zu seinem Mündel. Ebenso teilte Goethe dessen Vorliebe für Kartenspiel, Tabak und Branntwein nicht. Goethe unterstützte Peter nach der Hochzeit bei einer Umschulung zum Kupferstecher. Vermutlich lernte Peter bei Johann Heinrich Lips in Weimar. Anzunehmen ist, dass ein mit „i. Baumgarten sc[ulpsit].“ signiertes und auf 1790 datiertes Kupferstichporträt Goethes nach einer 15 Jahre alten Vorlage von Georg Friedrich Schmoll das Gesellenstück darstellte. 1793 versuchte Peter im Baumgarten, als Kupferstichverleger in Weimar Boden zu fassen. Erhalten ist ein undatiertes, von ihm gestochenes Werbeblatt, in dem Peter im Baumgarten zu Weimar sich den Buch- und Kunsthändlern empfahl. „Noch vor der Geburt Johanna Sophia Euphrosyna, des sechsten Kindes, am 1. Oktober 1793 hatte Peter offenbar Haus, Familie und Berka verlassen; der Eintrag im Kirchenbuch nennt den Vater ‚Kupferstecher, der Zeit in Leipzig‘ […].“

### Peters ungeklärtes Verschwinden
Spätestens 1798 verschwand Peter im Baumgarten. Sein weiteres Schicksal ist ungeklärt. Angenommen wird einerseits, dass er nach Nordamerika auswanderte. Anderen Angaben zufolge starb er bereits vor seiner angestrebten Reise nach Amerika 1799 in Hamburg. Peters Ehefrau ging 1800 eine erneute Ehe ein. Peters Sohn Carl Heinrich Wilhelm wandte sich 1818 schriftlich an Goethe, um Aufschluss über die Herkunft seines Vaters zu erhalten. Ein Antwortschreiben Goethes ist nicht belegt. Ein weiterer Brief des Sohnes Carl Heinrich Wilhelm von 1835 gibt an, Peter sei in Hamburg verstorben.

### Peters bedeutender Nachkomme Arno Pötzsch
Peters Ururenkel mütterlicherseits Arno Pötzsch war ein bedeutender evangelisch-lutherischer Kirchenliederdichter, dessen Gedichte sich bis heute vielfach in Kirchengesangbüchern finden. 1941, während seiner Tätigkeit als Marinepfarrer in Den Haag, widmete ihm der Schweizer Literaturwissenschaftler und Essayist Fritz Ernst (1888–1958) sein Buch über Peter im Baumgarten.

### Forschungsliteratur
- Anton Kippenberg: [Peter im] Baumgartens Stich des [Georg Friedrich] Schmollschen Goethe-Bildnisses von 1790. In: Jahrbuch der Sammlung Kippenberg, Bd. 2. Leipzig 1922, S. 330–332.
- Fritz Ernst: Aus Goethes Freundeskreis. Studien um Peter im Baumgarten. Mit fünfundzwanzig Abbildungen. Eugen Rentsch, Erlenbach- [am Zürichsee, Kanton] Zürich 1941 (119 Seiten).
- Fritz Ernst: Aus Goethes Freundeskreis. Studien um Peter im Baumgarten. In: Fritz Ernst: Aus Goethes Freundeskreis und andere Essays (= Bibliothek Suhrkamp, Bd. 30). Suhrkamp, Berlin / Frankfurt am Main 1955, S. 7–70 (um die Dokumente und Anmerkungen gekürzte, stellenweise überarbeitete Neuauflage).
- Ernst Beutler: Essays um Goethe (= Insel-Taschenbuch, 1575). Hrsg. von Christian Beutler. Insel-Verlag, Frankfurt am Main / Leipzig 1995, S. 448–458: „Peter im Baumgarten“.
- Reinhard Breymayer: Goethe, Oetinger und kein Ende. Charlotte Edle von Oetinger, geborene von Barckhaus-Wiesenhütten, als Wertherische „Fräulein von B.“. Noûs-Verlag Thomas Leon Heck, Dußlingen 2012, ISBN 3-924249-54-7, S. 13–26, 53–82, 93 f., 107–121 zu Charlotte von Barckhaus-Wiesenhüttens durch den Liebeskummer in die Katastrophe getriebenem Verehrer Heinrich Julius von Lindau, Freund Goethes, Pflegevater von dessen späterem Ziehsohn Peter im Baumgarten, Werther im Waffenrock, und zu Peter im Baumgarten selbst.